# Карьер (Ярославская область)
Карьер — опустевшая деревня в Даниловском районе Ярославской области. Входит в состав Даниловского сельского поселения.

## География
Находится в северо-восточной части Ярославской области на расстоянии приблизительно 14 км на северо-восток по прямой от железнодорожного вокзала города Данилова, административного центра района на северо-запад от станции Соть.

## История
Населенный пункт еще в 1978 году не отмечался на карте местности. По состоянию на 2020 год представляет собой урочище.

## Население
Численность населения: 1 человек (русские 100 %) в 2002 году, 0 в 2010.